# Klein Below

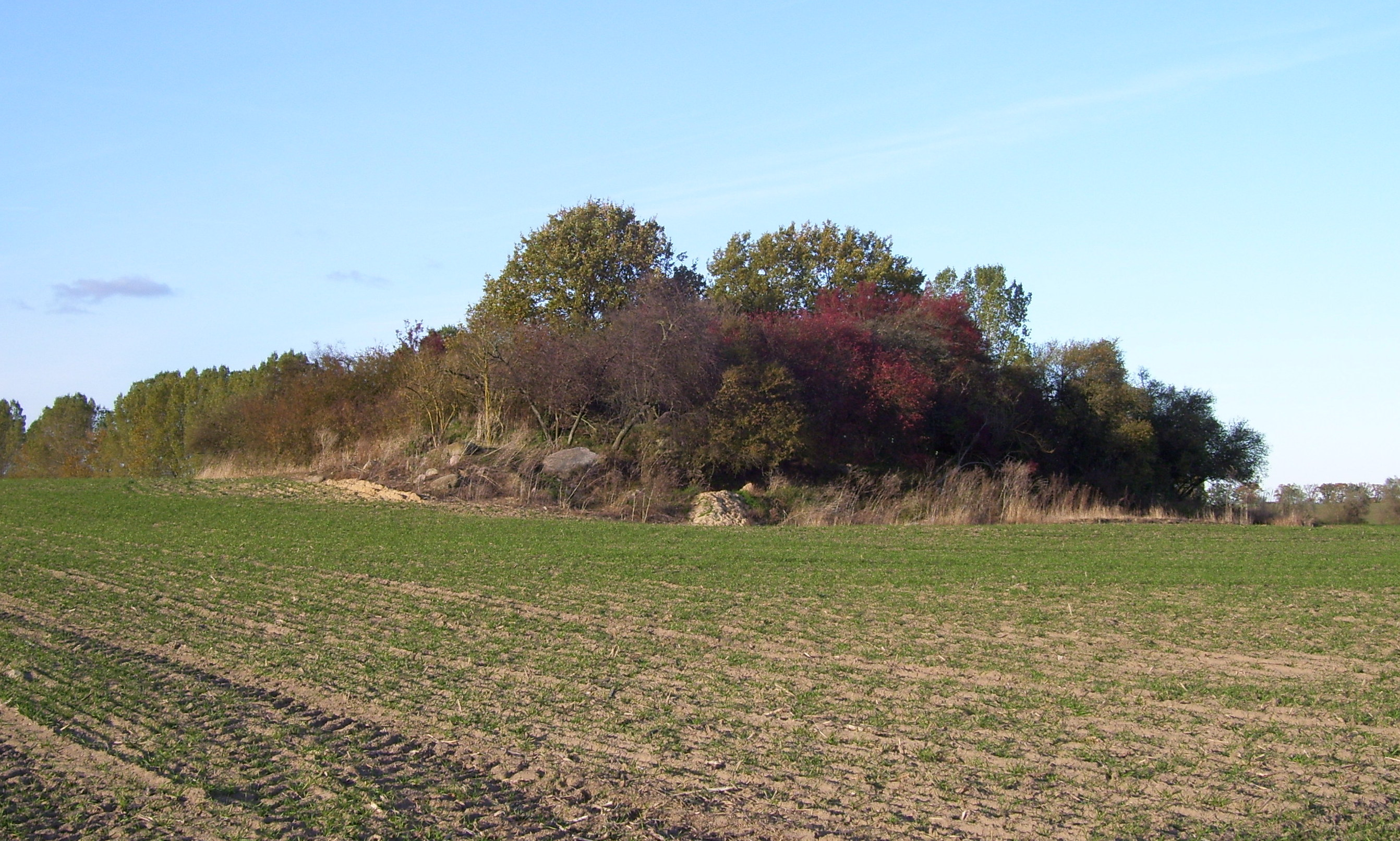
Hügelgrab bei Klein Below

Klein Below ist eine Ortschaft im Landkreis Vorpommern-Greifswald des Bundeslandes Mecklenburg-Vorpommern. Sie ist ein Ortsteil der Gemeinde Neetzow-Liepen.

## Geschichte
Klein Below ist ein alter Siedlungsplatz, das belegt das westlich vom Dorf gelegene bronzezeitliche Hügelgräberfeld mit relativ großen Grabhügeln. Derzeit sind fünf noch gut erhalten. Das Hügelgräberfeld ist an der Straße mit einer Info-Tafel versehen. Auch andere archäologische Nachweise sind in der Umgebung vorhanden.
Klein Below wurde 1272 erstmals urkundlich als Belowe erwähnt. Der slawische Name bedeutet „Weißwasser“ oder „Weißbach“. Erst 1698 wurde der aktuelle Name verwandt.
Der Ort ist ein typisches Gutsdorf mit dem Gut und der Landarbeiterkatenzeile.
Klein Below bildete mit Mantzelshof ein Rittergut. Im Lehnbrief erhielt 1536 die Familie Heyden das Lehn über den Ort. Erst 1850 verkaufte Karl Heinrich August Hans von Heyden das Gut an Wilhelm von Kruse auf Neetzow.
1865 hatte Klein Below 4 Wohnhäuser und 5 Wirtschaftsgebäude mit 59 Einwohnern.
Seit 1893 wurde Klein Below von der Mecklenburg-Pommersche Schmalspurbahn (MPSB) mit der Strecke Friedland-Jarmen tangiert, die wie alle anderen Strecken 1945 als Reparation demontiert wurde.

## Sehenswürdigkeiten
→ Siehe auch Liste der Baudenkmale in Neetzow-Liepen
- Bronzezeitliches Hügelgräberfeld Klein Below
- Findlingsblöcke und Steinriegel in der ganzen Feldmark, z. B. Findling 500 m östlich von Klein Below mit den Maßen: Länge = 2,9 m; Breite = 2,6 m; Höhe = 1,7 m und einem Volumen von 7,3 m³